# IC 4258
IC 4258 је елиптична галаксија у сазвјежђу Ловачки пси која се налази на листи објеката дубоког неба у Индекс каталогу.
Деклинација објекта је + 28° 30' 31" а ректасцензија 13h 27m 53,3s. Привидна величина (магнитуда) објекта IC 4258 износи 14,2 а фотографска магнитуда 15,2. IC 4258 је још познат и под ознакама MCG 5-32-22, CGCG 161-57, NPM1G +28.0272, PGC 47200.